# Кавказская овчарка
Кавка́зская овча́рка — порода собак, родиной которой является Кавказ. Является одной из древнейших пород, ведёт род от крупных молоссоидов I века до нашей эры.

## Описание
Собака выше среднего роста. В холке её рост достигает 75 см. Вес взрослого кобеля составляет 50—70 кг, но может доходить и до 110 кг и более. Это одна из крупнейших пород собак. Шерсть у кавказских овчарок достаточно густая, они легко переносят сильные морозы и выглядят ещё более массивными за счет густого подшёрстка, особенно в зимний период времени. По длине шерсти выделяют три типа кавказских овчарок — короткошёрстные, промежуточные и длинношёрстные. Первый тип является наименее распространённым, самый популярный — третий. Окрас волче-серый, бурый, белый, палевый, с маской и без неё, рыжий и пёстрый.
Уши кавказской овчарки по стандартам породы подлежат купированию, так как призвание этой породы — защищать стадо овец от нападения волков, а, вступая в бой с хищником, собака инстинктивно бережёт уши, как наиболее болезненную часть. Именно поэтому издавна пастухи в самом раннем щенячьем возрасте лишали собак хрящевой ткани ушей, чтобы во взрослом состоянии не было проблем при встрече с хищниками. В настоящее время купировка ушей не обязательна.
Кавказская овчарка имеет настойчивый, смелый и решительный характер. Недоверчива к посторонним. При достаточной настойчивости владельца проходит общий курс дрессировки и общий курс защитно-караульной службы, как любая другая служебная порода. Отличительными чертами данной породы является отсутствие страха и злость, которые изначально были ей необходимы для охраны скота от диких животных. Очень важно показать собаке данной породы, что хозяин — это главный человек в её жизни, также необходимо своевременно пресекать даже малейшие проявления агрессии. Заниматься воспитанием щенка необходимо с самого маленького возраста, поскольку, если не делать этого, то после двух лет жизни характер собаки будет практически невозможно исправить.

## История
Кавказская овчарка — порода, ведущая своё происхождение от древних пастушьих собак. Ареал современной кавказской овчарки — территории, прилегающие к Кавказскому хребту, а также степные районы юга России. Многие столетия формирование породы происходило в результате естественного отбора для охраны и пастьбы одомашненных животных и охраны жилищ.
Исторически кавказские овчарки использовались для охраны стад и жилищ от хищников и агрессоров. Первое упоминание об использовании крупных догообразных собак войсками Ассирийского государства.
Селекционная работа с породой началась в СССР в конце 20-х годов XX века. В процессе селекции как обязательные качества всегда культивировались физическая сила, уверенность и бесстрашие, остро развитый слух, хорошее зрение, наличие густой, непроницаемой для осадков шерсти. Все эти качества, а также выносливость позволяют людям использовать кавказских овчарок в различных климатических условиях, включая и самые суровые.
Существует ряд версий происхождения кавказских овчарок. Две упоминаемые, но неподтверждённые версии: по канонической версии, эти собаки произошли от так называемых тибетских догов. В Китае их называли тибетскими травильными собаками. По второй версии, родиной этих собак является древнее государство царство Урарту. Есть изображения собак, очень похожих на кавказских овчарок, которые охраняли города и крепости царства Урарту. Расцвет этого государства пришёлся на VII век до н. э., то есть можно предположить, что эти собаки уже тогда, в VII веке до н. э., были на Кавказе.
В 1765 году кавказская овчарка использовалась в качестве караульной собаки в турецкой армии. В России во время завоевания Кавказа специальным приказом командования кавказские овчарки были введены для караульной службы во всех крепостях театра военных действий. И в наши дни кавказские овчарки успешно несут караульную вахту.